# De dankputters
Heer Bommel en de dankputters of kortweg De dankputters is het 83ste verhaal uit de Bommelsaga, geschreven en getekend door Marten Toonder. Het verhaal verscheen voor het eerst op 31 december 1958 en liep tot 22 april 1959. Het thema is de prijs van het goud.

## Samenvatting
Buurvrouw Doddel laat zich een goudmijn aansmeren, maar kan daardoor de belastingen niet betalen. Heer Bommel schiet te hulp. Zelf heeft hij 27x te veel water verbruikt. Maar als hij daar iets aan wil doen duiken er "dankputtertjes" op, die wensen vervullen. Ondertussen blijft de goudmijn steeds wisselen van eigenaar, terwijl onduidelijk is of de mijn bestaat, en/of die rendabel is. Uiteindelijk blijkt er wel degelijk goud aanwezig, maar ook water. Daardoor zijn de dankputters tevreden, en heer Bommel ook.

## Achtergronden
Heer Bommel had al eerder ervaringen met een goudmijn opgedaan, in De geheimzinnige sleutel.